# Wärmeträger
Ein Wärmeträger (auch: Wärmetransportmittel) ist ein Medium, das in einem Heiz- oder Kühlkreislauf Wärme von einem Ort höherer Temperatur zu einem Ort niedrigerer Temperatur transportiert. Wärmeträger werden je nach Anwendungszweck und Temperaturbereich auch als
- Heizmedium, seltener als Heizmittel (siehe andere Bedeutungen unter Heizmittel), oder als
- Kühlmittel (auch: Kühlmedium)
- Kälteträger, bei Verwendung unterhalb von 0 °C

bezeichnet.
Wärmeträger werden vorwiegend in Rohrleitungen eingesetzt und transportiert. Um die Energieverluste zu minimieren, werden kurze und gedämmte Rohrleitungsführungen angestrebt. Im Gegensatz dazu stehen Wärmeleitmedien, die Wärme weiterleiten ohne selbst bewegt zu werden.

## Anforderungen
Wärmeträger sollten idealerweise folgenden Anforderungen genügen:
- hohe spezifische Wärmekapazität bzw. große spezifische Schmelzenthalpie
- großer Wärmeübergangskoeffizient
- hohe Wärmeleitfähigkeit
- ausreichend niedriger Gefrierpunkt / Erstarrungspunkt
- ausreichend hoher Siedepunkt / Zerfallspunkt
- niedrige Viskosität
- nicht brennbar oder explosiv
- nicht giftig
- nicht korrosiv gegenüber den verwendeten Werkstoffen und Anlagen

Je nach Anwendung ergeben sich darüber hinaus spezielle Anforderungen, so ist für mobile Anwendungen, insbesondere in Luft- und Raumfahrt das Gewicht relevant und in der Kerntechnik das Verhalten unter Neutronenstrahlung – Neutronengifte sind als Kühlmittel im Primärkreislauf tendenziell ungeeignet; Neutronenmoderatoren im Primärkreislauf verunmöglichen den Betrieb eines schnellen Brüters.
In vielen technischen Anwendungen ist Transparenz (vor allem – aber nicht nur – gegenüber sichtbarem Licht) wichtig, da es die Inspektion – insbesondere im laufenden Betrieb – erheblich erleichtern kann, wenn das Wärmemedium den Blick auf Anlagenteile nicht versperrt.

## Medien

### Wasser
Wasser ist aufgrund seiner sehr hohen spezifischen Wärmekapazität von zirka 4,2 kJ/kg K bzw. seiner hohen spezifischen Verdampfungsenthalpie von rund 2000 kJ/kg und seiner Schmelzenthalpie von 333 kJ/kg ein sehr guter Wärme- bzw. Kälteträger. Es wird insbesondere zur Wasserkühlung eingesetzt: Wasser stellt als Kühlwasser das häufigste Kühlmittel dar. Wasser wirkt in Verbindung mit Ionen oder Sauerstoff korrosiv. Es sollte allerdings auch kein vollentsalztes Wasser verwendet werden, da es zum einen keine Schutzschicht ablagern kann, zum anderen Änderungen des pH-Wertes nicht abpuffert und daher in besonderem Maße korrosiv wirkt und auch Dichtungsmaterial angreift.
Wasser wird nicht nur im flüssigen, sondern auch im gas- bzw. dampfförmigen Zustand als Wärmeträger und im teilweise festen bzw. eisförmigen Zustand als Kälteträger verwendet. Die Verwendung von überkritischem Wasser als Kühlmittel findet noch wenig Verwendung, da die hohen Drücke und das chemisch andere Verhalten (überkritisches Wasser löst unpolare Stoffe besser als flüssiges Wasser, polare Stoffe aber schlechter. Der analoge Effekt bei überkritischem Kohlendioxid wird zur Entkoffeinierung von Kaffee angewandt) hohe Anforderungen an Materialien und Anlagen stellen. Der „überkritische“ Zustand im thermodynamischen Sinne ist ein Zustand hohen Drucks und hoher Temperatur, bei welchem ein Stoff Eigenschaften „zwischen“ Gas und Flüssigkeit aufweist. Obwohl überkritisches Wasser schon in vielen Bereichen Anwendung findet, darunter auch in Dampfturbinen, ist die Verwendung als Kühlmittel aus oben genannten Gründen noch schwierig. Da überkritisches Wasser jedoch eine höhere Dichte und bessere Wärmeleitfähigkeit als Dampf und höhere Betriebstemperaturen als flüssiges Wasser erreichen kann, bleibt der Einsatz von überkritischem Wasser als Kühlmittel ein lohnendes Forschungsziel.
Die Verwendung als Dampf bietet den Vorteil, den Transport in Fernwärmeleitungen in Form eines überhitzten Hochdruckdampfes mit relativ geringen Energieverlusten vornehmen zu können. Am Zielort wird der überhitzte Dampf (Heißdampf) dann in Dampfumformstationen (Druckreduktion mit Wassereinspritzung) in Sattdampf umgewandelt. Der Sattdampf kann dann im nachfolgenden Wärmeübertrager sehr effektiv seine Wärme durch Kondensation wieder abgeben (analog: Hochspannungsleitung, Trafo-Station).
Bei kürzeren Abständen vom Wärmeerzeuger zum Verbraucher können (auch hier analog zum Stromtransport) niedrigere Transportdrücke verwendet werden.
Die Verwendung als Eis bietet den Vorteil, relativ hohe Leistungen mit geringen Volumenströmen übertragen zu können (vgl. spezifische Wärmekapazität und Schmelzenthalpie). Um fließfähig (Eisbrei) zu bleiben, muss das Wasser dazu allerdings mit Gefrierschutzmitteln versetzt werden.
Wasser wird sowohl in offenen als auch in geschlossenen Kreisläufen eingesetzt. Als Beispiel sei hier der Druckwasserreaktor genannt. Das Wasser, welches mit den Brennelementen in ihren Zirconium-Hüllrohren in Kontakt steht, erhitzt über einen Wärmetauscher einen Sekundärkreislauf, dieser treibt die Turbine an und steht mit dem (von außerhalb des Kraftwerks stammenden) Kühlwasser wiederum nur über Kondenser und Wärmetauscher in Kontakt. Das Wasser im primären Kühlkreislauf bleibt dabei aufgrund des hohen Drucks stets im flüssigen Zustand. Primär- und Sekundärkühlkreislauf sind also geschlossen, während ein offener Kreislauf die Abwärme an die Umwelt abgibt.

#### Alkohol-Wasser-Lösungen
Kälteträger aus Wasser und Alkohol sind nicht oder kaum korrosiv. Sie sind allerdings unbedingt sauerstofffrei zu halten, da aus Alkoholen in Verbindung mit Sauerstoff stark korrosiv wirkende organische Säuren entstehen (zum Beispiel aus Ethanol Ethansäure, „Essigsäure“).
Als Gefrierschutzmittel verwendet werden vor allem Glycole wie Ethylenglycol, Propylenglycol und höhere Alkylenglycole. Glycole schmecken süßlich (glycos = süß) was im Glykolwein-Skandal missbraucht wurde und sind schwach giftig.
Ethylenglycol weist die besten physikalischen Eigenschaften auf, ist allerdings nicht für die Lebensmitteltechnik zugelassen.
Propylenglycol wird verwendet, wenn der Kälteträger in Kontakt mit Trinkwasser oder Lebensmitteln geraten kann, da es in der EU als Lebensmittelzusatzstoff (E 1520) zugelassen ist.
Höhere Alkylenglycole werden eingesetzt, wenn Beständigkeit auch bei höheren Temperaturen erforderlich ist.
Da die Glycole eine deutlich geringere spezifische Wärmekapazität sowie eine höhere Viskosität als Wasser aufweisen, verschlechtern sich mit zunehmendem Glycolanteil die Kälteträgereigenschaften der Mischung.
Zwischenzeitlich sind auch Bio-Glykole auf Basis von nachwachsenden Rohstoffen (durch Bakterien fermentierter Corn (Mais)) wie 1.3 Propandiol bzw. PDO erhältlich. Diese zeichnen sich durch einen deutlich geringeren CO2-Footprint aus.

#### Salz-Wasser-Lösungen
Salz-Wasser-Lösungen lassen sich in chloridhaltige und chloridfreie Salz-Wasser-Lösungen unterteilen. Chloridhaltige Salz-Wasser-Lösungen sind etwa wässrige Lösungen von Natriumchlorid, Magnesiumchlorid und Calciumchlorid. Chloridfrei ist zum Beispiel die wässrige Lösung von Kaliumcarbonat.
Im Gegensatz zu chloridhaltigen Lösungen sind Kälteträger aus Lösungen chloridfreier Salze mit Edelstahl gut verträglich.
Salzlösungen (Solen) können auch in der Lebensmitteltechnik eingesetzt werden. Ihre Viskosität ist niedrig.
Neben den klassischen, anorganischen Salz-Wasser-Lösungen gibt es auch organische Salz-Wasser-Lösungen wie z. B. Natriumsuccinat bzw. Bernsteinsäure (E363). Hier agiert die Bernsteinsäure nicht nur als Frostschutzkomponente, sondern auch als korrosionsinhibierendes Additiv.

### Luft
Luft ist fast überall verfügbar und wird meistens in offenen Kreisläufen eingesetzt. Es wird zur Luftkühlung verwendet, aber auch im Luftkollektor und in einigen solaren Meerwasserentsalzungsanlagen.

### Thermalöle
Thermalöle (auch: Thermoöle) werden zur Ölkühlung und zur Beheizung von industriellen Anlagen und Prozessen in geschlossenen Kreisläufen verwendet. Sie können je nach ihrer chemischen Zusammensetzung unterschiedliche Eigenschaften aufweisen. Sie lassen sich unterteilen in niedrigviskose, leicht entflammbare Öle mit tiefen Erstarrungs- und Siedepunkten und höherviskose, schwer entflammbare Öle mit höheren Erstarrungs- und Siedepunkten.
Nach ihrer Herkunft können sie unterschieden werden in
- Mineralöle (zum Beispiel Dieselöle)
- Synthetiköle (zum Beispiel Silikonöle)
- aromatische Kohlenwasserstoffe (zum Beispiel DP/DPO – eine eutektische Mischung aus Diphenyl und Diphenyloxid)
- biologische Öle (zum Beispiel Limonen)

Mineralöle, besser Wärmeträgeröle, sind Kohlenwasserstoffe und werden aus Erdöl gewonnen. Sie sind relativ preisgünstig, jedoch üblicherweise brennbar und chemisch aggressiv gegenüber vielen Dichtungsmaterialien.
Die Aussage zu Brennbarkeit ist dabei zu relativieren. Wärmeträgeröle auf Mineralölbasis sind im Anlieferungszustand bei Raumtemperatur nur schwer zu entzünden, erst nach thermischer Belastung bilden sich leichtsiedende Zersetzungsprodukte, die den Flammpunkt des Öles senken. Durch geeignete Pflegemaßnahmen können die Leichtsieder ausgeschleust werden, so dass der hohe Flammpunkt erhalten bleibt.
Mineralische Wärmeträgeröle greifen keine IT- vergleichbaren Dichtungen an. Es gibt aber synthetische Öle, die besondere Dichtungssysteme fordern.
Aromatische Kohlenwasserstoffe haben aufgrund ihrer Molekülstruktur eine besonders hohe thermische Stabilität und werden für Anwendungen bis 400 °C eingesetzt.
Silikonöle sind polymere Methylsiloxane oder polymere Phenylsiloxane. Silikonöle sind nicht korrosiv und nicht giftig; die höherviskosen Silikonöle sind auch für die Lebensmitteltechnik zugelassen. Allerdings sind die spezifischen Wärmekapazitäten relativ klein.
Öle aus den Schalen von Zitrusfrüchten (Handelsname z. B. D-Limonene) sind lebensmitteltechnisch unbedenklich und werden u. a. zur Kühlung von Gussformen in der Schokoladenproduktion eingesetzt.

### Salzschmelzen
Als Salzschmelzen finden Verwendung z. B. Mischungen aus Natriumnitrat und Kaliumnitrat, bis zirka 550 °C
Beim Salzbadhärten werden die zu erwärmenden Stahlteile von Cyaniden bei ca. 800 bis über 1000 °C umschlossen.

### Flüssige Metalle
Für spezielle Anwendungen werden verflüssigte Metalle eingesetzt, beispielsweise Natrium im schnellen Brüter. Weitere in Verwendung befindliche Metalle sind Blei-Bismut-Legierungen, welche auch in einigen Generation-IV-Reaktoren Anwendung finden sollen.

## Spezielle Anwendungen

### Heizmittel
Heizmittel kommen in Kreisläufen zur Anwendung, in welchen Ausrüstungen durch ein im Kreislauf zirkulierenden Wärmeträger erhitzt werden.

### Kühlmittel

#### Kälteträger
Als Kälteträger werden üblicherweise Wärmeträger bezeichnet, welche für die Verwendung unterhalb von 0 °C vorgesehen sind. Aufgrund der hohen spezifischen Wärmekapazität wird auch in diesem Temperaturbereich gerne Wasser verwendet.
Allerdings gefriert reines Wasser bereits bei 0 °C, das heißt die polaren Wassermoleküle ordnen sich zu Eiskristallen. Um auch bei tieferen Temperaturen die guten Wärmeträgereigenschaften des Wassers nutzen zu können, muss diese Ordnung gestört werden. Geeignet dafür ist die Beimengung von polaren oder amphoteren Stoffen. Auf diese Weise kann die 0 °C-Grenze teilweise deutlich unterschritten werden, und die Mischung von Wasser und Gefrierschutzmittel kann als einphasiger Kälteträger verwendet werden.
Bei weiter sinkender Temperatur findet dann zuerst eine partielle Entmischung statt, und es entstehen kleine Eiskristalle von zirka 0,01 bis 0,1 mm Durchmesser, umgeben von einer immer höher konzentrierten Gefrierschutzmittellösung, so dass knapp oberhalb der Erstarrungstemperatur ein Eisbrei vorliegt. Dieser stellt einen zweiphasigen Kälteträger dar.
Um einer Verfestigung durch Verbindung der Eiskristalle entgegenzuwirken, muss der Eisbrei immer in Bewegung gehalten werden; so sind zum Beispiel Vorratsgefäße mit Rührvorrichtungen auszustatten.
Je tiefer die Anwendungstemperatur, desto höher ist der erforderliche Anteil an Gefrierschutzmittel (natürlich nur bis hin zum Eutektikum).
Das Verhalten von Mischungen aus Gefrierschutzmittel und Wasser lässt sich darstellen durch die Gefrierpunktskurve.
Um die Kühlanlage zu schützen, wird das zugemischte Gefrierschutzmittel mit Inhibitoren versetzt; das als Kälteträger eingesetzte Wasser sollte nach Möglichkeit entgast sein.
Als Gefrierschutzmittel werden Alkohole und Salze verwendet.